# فرانسوا كزافييه تالبرت
فرانسوا كزافييه تالبرت (بالفرنسية: François Xavier Talbert)‏ هو كنسي فرنسي، ولد في 1725 في بيزنسون في فرنسا، وتوفي في 4 يونيو 1805.